# Горвиц, Мартын Исаевич
Мартын Исаевич Горвиц (1836, Могилёв-на-Днестре, Подольская губерния — 29 марта [10 апреля] 1883, Палермо) — российский медик; профессор акушерства и гинекологии МХА; доктор медицины.

## Биография
Мартын Горвиц родился в 1836 году в городе Могилёве-на-Днестре в иудейской купеческой семье; впоследствии принял христианство, чтобы иметь возможности для учёбы и карьерного роста, однако, не порвал общественной связи с еврейской общиной. После окончания Полтавской гимназии в 1856 году поступил в Санкт-Петербургскую Императорскую Медико-хирургическую академию. В 1861 году окончил ИМХА. В 1862 году выдержал экзамен на доктора медицины и два года стажировался за границей у Нелатона, Симпсона, Зейферта в Праге, Париже, Эдинбурге, Вене.
В 1864 году поступил на службу ординатором при женской больнице Крестовоздвиженской общины. В 1865 году защитил докторскую диссертацию на тему: «Опыт учения о выкидыше» и получил место ординатора в Санкт-Петербургском Повивальном институте, где читал курс акушерства повивальным бабкам. С 1865 по 1866 год (совместно с Михниовским и Симоновым) издавал и редактировал газету «Медицинские новости».
В 1869 году избран приват-доцентом Медико-хирургической академии.
С 1870 года заведовал Мариинским родильным домом при Воспитательном доме города Санкт-Петербурга. В 1871 году при родильном доме была организована Повивальная школа для обучения повивальных бабок. В школу принимались русские подданные всех сословий в возрасте 17-30 лет. В группу набирали 35-40 учениц, которые учились полтора года. Учебный курс состоял из теоретического и практического семестров. По окончании учёбы выпускницы дважды сдавали экзамен. Первый, предварительный, экзамен они сдавали в присутствии М.Горвица, директора школы. К повторному экзамену в присутствии представителя (делегата) от Медико-хирургической академии допускались выпускницы, показавшие отличные и хорошие знания на предварительном экзамене. Они получали по окончании школы диплом. Выпускницам, не сдавшим повторный экзамен, выдавалось свидетельство о прослушанном курсе повивального дела. За 1871—1874 годы из 92 учениц школы диплом получили только 31 выпускницы.
В 1874 году Горвиц преподавал акушерство на Женских врачебных курсах. В 1875 году получил звание адъюнкт-профессора. В 1877 году по приказу Военного министра Горвиц был назначен профессором, заведующим кафедрой акушерства и гинекологии в Медико-хирургической академии (ныне Военно-медицинская академия имени С. М. Кирова). До заведования кафедрой на правах частного доцента читал лекции по отдельным темам и вёл занятия в академии.

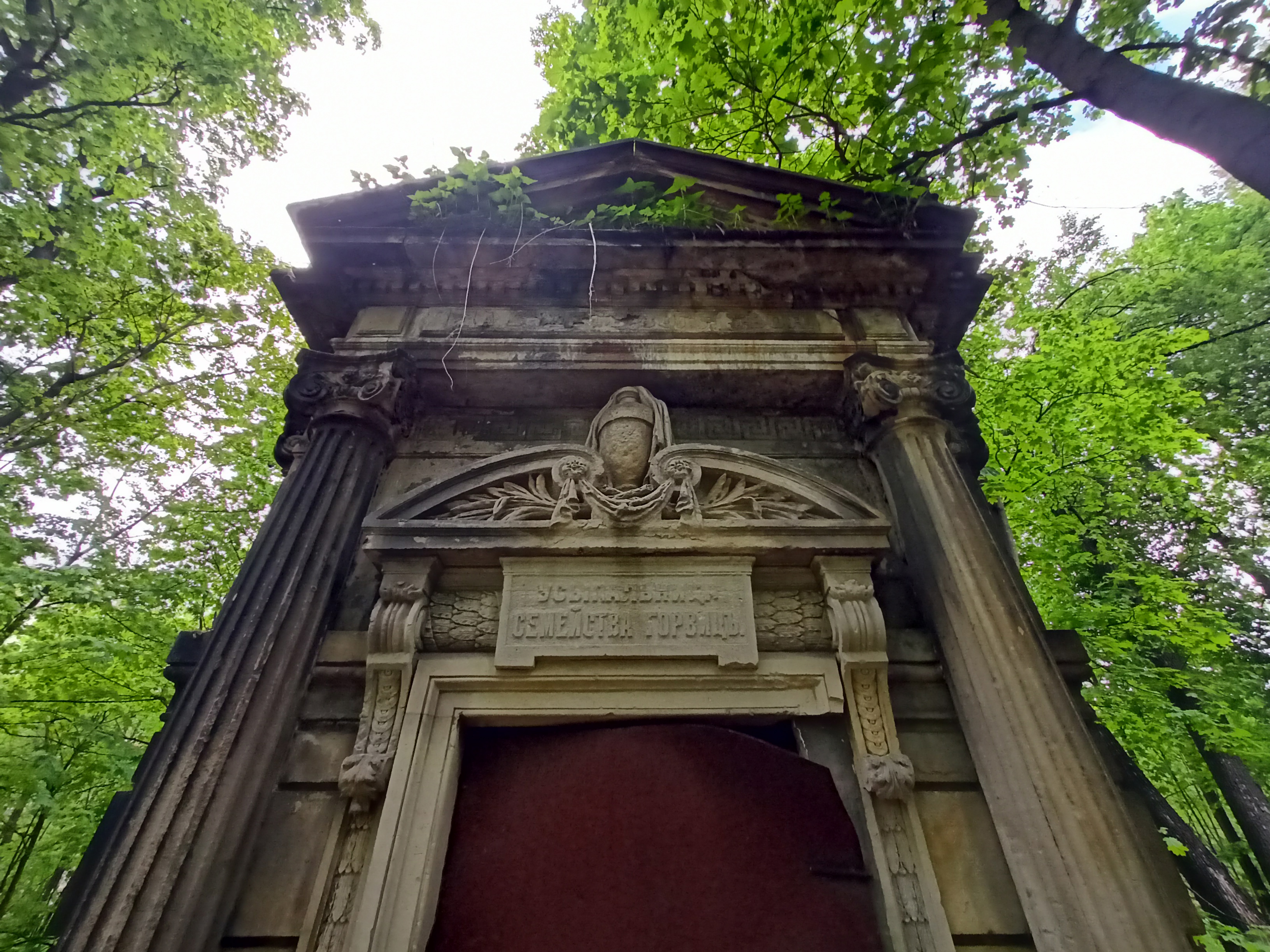
Склеп семейства Горвиц на Смоленском лютеранском кладбище

Профессор Горвиц обладал талантом прекрасного лектора и учителя, воспитав выдающихся гинекологов. Под его руководством были подготовлены и защищены около 20 диссертаций, напечатан целый ряд научных трактатов, посвященных в основном патологиям матки, токсикозам у беременных женщин и течению родов. Его «Руководство к патологии и терапии женской половой сферы», представляя собою капитальнейший труд, было одним из первых русских руководств (после «Курса гинекологии» профессора В. М. Флоринского) по гинекологии, пользовавшейся до того преимущественно иностранными или переводными учебниками.
Мартын Исаевич Горвиц умер 29 марта 1883 года в Палермо после продолжительной болезни (чахотка, осложнённая сахарным диабетом). Похоронен в фамильном склепе на Смоленском лютеранском кладбище в Санкт-Петербурге.
Его именем назван один из симптомов беременности малого срока, широко используемый в акушерстве по настоящее время («Признак Горвица-Гегара» — размягчение матки, особенно в области перешейка).

## Награды
В 1872 году награждён орденом Святого Станислава II степени с короною.

## Семья
- Брат — Абрам Исаевич Горвиц (1821—1888), купец первой гильдии, московский и петербургский потомственный почётный гражданин, глава фирмы. Во время русско-турецкой войны 1877—1878 годов был одним из руководителей кампании по заготовке продовольствия и фуража для русской Дунайской армии[13]. В семье его сына Михаила Абрамовича Горвица (1846—1895) и Софьи Адольфовны Горвиц (урождённой Рубинштейн) с 1894 года воспитывалась оставшаяся сиротой двоюродная сестра последней Софьи — Ида Львовна Рубинштейн. Похоронен в семейном склепе рядом с М. И. Горвицем.
- Сын — присяжный поверенный Александр Мартынович Горвиц, был женат на Марии Казимировне Поляковой (их дочь, Евгения Александровна Островская, жила в Оренбурге).
- Сын — Владимир Мартынович Горвиц, коллежский советник, чиновник отдела печати Министерства иностранных дел, служащий Петроградского телеграфного агентства (1917), жил в доме № 5 по Таврической улице.

## Избранная библиография
- «Опыт учения о выкидыше». СПб, 1865. — 173 с.
- «Клинические записки по гинекологии». СПб, 1871. — 34 с.
- «Руководство к патологии и терапии женской половой сферы: в 2 ч». 1-е изд. — СПб., (1874—1878).
- «Руководство к патологии и терапии женской половой сферы: в 2 ч». 2-е изд. — СПб., (1882—1883).
- Об органической дисменорее".
- «О пиемии вследствие карциномы матки».
- «О положении и очертании матки в родильном периоде».
- «О неукротимой рвоте беременных».